# Cortegana (kommun i Spanien)
Cortegana är en kommun i Spanien.   Den ligger i provinsen Provincia de Huelva och regionen Andalusien, i den sydvästra delen av landet, 400 km sydväst om huvudstaden Madrid. Antalet invånare är 4 914. Arean är 174 kvadratkilometer. Cortegana gränsar till Almonaster la Real.
Terrängen i Cortegana är lite kuperad.